# Karl Heinrich Rengstorf
Karl Heinrich Rengstorf (* 1. Oktober 1903 in Jembke; † 24. März 1992 in Münster) war ein deutscher evangelisch-lutherischer Theologe, Professor für Neues Testament an den Universitäten Kiel und Münster sowie Studiendirektor am Kloster Loccum.

## Leben und akademisches Wirken
Karl Heinrich Rengstorf wurde als ältestes Kind des Pfarrers Wilhelm Rengstorf und seiner Ehefrau Anna-Maria geb. Mohr in Jembke, Kreis Gifhorn, geboren. Nach dem Abitur studierte er von 1922 bis 1926 evangelische Theologie, orientalische Sprachen und Archäologie an den Universitäten Tübingen, Greifswald und Göttingen. Im März 1926 legte er in Hannover die Erste theologische Prüfung ab, der ab Mai das Vikariat beim Evangelisch-Lutherischen Zentralverein für Mission unter Israel in Leipzig folgte. Ab November 1926 war er als Assistent am Institut für Palästinawissenschaft der Universität Greifswald tätig, wo er die Arbeit an seiner Lizentiatenarbeit, einer kritischen Textausgabe des Mischnatraktats Jebamot, aufnahm. Bevor er im Dezember 1927 die Prüfung zum Lizentiaten der Theologie ablegte, absolvierte er zunächst im September 1927 die Zweite Theologische Prüfung. Zum 1. Januar 1928 wechselte er als Assistent an die Universität Tübingen, um dort seine Habilitationsschrift, eine kommentierte Ausgabe des Toseftatraktats Jebamot, zu verfassen. Im März 1930 erhielt er die venia legendi.
Die Tübinger Zeit als Privatdozent, die nur für einige Monate im Pfarrdienst in Wittingen unterbrochen war, endete zum 1. April 1936 mit der Berufung auf den Kieler Lehrstuhl für Neues Testament. Sein dortiges Wirken war jedoch nur von kurzer Dauer, da ihm am 2. Dezember 1936 die Lehrbefugnis entzogen wurde. Rengstorf nahm das Amt des Studiendirektors am Kloster Loccum an, das er offiziell bis nach dem Ende des Zweiten Weltkrieges innehatte, tatsächlich aber durch die Einberufung zur Wehrmacht für die gesamte Dauer des Krieges unterbrochen war. Nach der Entnazifizierung konnte Rengstorf zum 1. September 1948 der Berufung auf den Lehrstuhl für Neues Testament an der Universität Münster folgen, den er bis zu seiner Emeritierung 1971 innehatte.
Karl Heinrich Rengstorf setzte sich nach dem Krieg dafür ein, den Evangelisch-Lutherischen Zentralverein für Mission unter Israel wiederzubegründen, was schon im Oktober 1945 gelang. Der Zentralverein, dessen Vorsitzender Rengstorf von 1956 bis 1971 war, übernahm dann auch die Trägerschaft für das Institutum Judaicum Delitzschianum, das 1952 in Münster neubegründet wurde und dessen Direktor Rengstorf bis zu seiner Emeritierung war.
1948 übernahm Rengstorf auch den Vorsitz des neu gegründeten Deutschen Evangelischen Ausschusses für Dienst an Israel, den er bis 1982 innehatte. Durch Rengstorfs prägenden Charakter firmiert dieses Gremium in der Literatur auch als Rengstorf-Ausschuss. Der Ausschuss fungierte als Gesprächsplattform der wiederbelebten judenmissionarischen Vereinigungen. In der Praxis wurde jedoch keine Mission getrieben, sondern über das christlich-jüdische Verhältnis nachgedacht. Die Pionierarbeit des Ausschusses lag darin, dass er seit 1948 jüdische Referenten – unter anderen Leo Baeck – einlud und damit christlichen Theologen erstmals eine Begegnung mit jüdischen Gelehrten ermöglichte. Die Beschäftigung des Ausschusses mit dem Judentum geschah allerdings unter dem Vorzeichen, dass Juden Jesus Christus zu ihrem Heil bräuchten. Als seit den 1960er-Jahren der Missionsgedanke im jüdisch-christlichen Dialog mehr und mehr zurücktrat, wurde Rengstorf und der von ihm geleitete Ausschuss zunehmend an den Rand gedrängt.
Innerhalb der Universität Münster fungierte Rengstorf 1949/50 als Prodekan und 1950/51 als Dekan der Evangelisch-Theologischen Fakultät sowie zweimal, 1951/52 und 1953/54, als Prorektor und 1952/53 als Rektor.
Zu Rengstorfs wichtigsten Veröffentlichungen gehören ein Kommentar zum Lukasevangelium in der Kommentarreihe Das Neue Testament Deutsch, die mehrfach nachgedruckten und auch in andere Sprachen übersetzten Monographien Apostolat und Predigtamt (zuerst 1934) und Die Auferstehung Jesu (zuerst 1952) sowie 28 teilweise sehr umfangreiche Artikel für das Theologische Wörterbuch zum Neuen Testament.
Karl Heinrich Rengstorf war in Münster, zusammen mit seinen Fakultätskollegen Ernst Kinder (Systematische Theologie) und Peter Hauptmann (Kirchengeschichte Osteuropas und Theologiegeschichte der Lutherischen Konfessionskirchen), Glied der altlutherischen Gemeinde und war 1948 auch einer ihrer Mitbegründer.

## Nachlass
Der wissenschaftliche Nachlass von Karl Heinrich Rengstorf befindet sich im Universitätsarchiv der Universität Münster. Seine Privatbibliothek wird in der Osnabrücker Universitätsbibliothek verwaltet.

## Mitgliedschaften und Auszeichnungen
Rengstorf war seit 1953 Mitglied der Arbeitsgemeinschaft des Landes Nordrhein-Westfalen (die später zur Nordrhein-Westfälischen Akademie der Wissenschaften wurde) und gehörte auch weiteren Akademien und Gesellschaften an. Die Eberhard Karls Universität Tübingen (1948), die Universität Lund (1962), die Universität Aberdeen (1962) und die University of Illinois at Springfield zeichneten ihn mit der Ehrendoktorwürde aus. Ferner erhielt er die Universitätsmedaille der Universität Münster, die Rathausgedenkmünze der Stadt Münster (beide 1973), das Große Verdienstkreuz des Verdienstordens der Bundesrepublik Deutschland (1974) sowie den Verdienstorden des Landes Nordrhein-Westfalen (1989).

## Sonstige Veröffentlichungen (Auswahl)
- Apostolat und Predigtamt. Ein Beitrag zur neutestamentlichen Grundlegung einer Lehre vom Amt der Kirche (= Tübinger Studien zur systematischen Theologie, Bd. 3). Kohlhammer, Stuttgart 1934 (2. Aufl. 1954).
- Die Auferstehung Jesu. Form, Art und Sinn der urchristlichen Osterbotschaft. Luther-Verlag, Witten 1952 (5. Aufl. 1967).
- Hirbet Qumran und die Bibliothek am Toten Meer (= Studa Delitzschiana, Bd. 5). Kohlhammer, Stuttgart 1960.
- (Hrsg.): Das Paulusbild in der neueren deutschen Forschung (= Wege der Forschung, Bd. 24). Wissenschaftliche Buchgesellschaft, Darmstadt 1964.
- Die Delitzsch'sche Sache. Ein Kapitel preußischer Kirchen- und Fakultätspolitik im Vormärz. Lutherisches Verlagshaus, Hamburg 1967.
- (Hrsg.): Johannes und sein Evangelium (= Wege der Forschung, Bd. 82). Wissenschaftliche Buchgesellschaft, Darmstadt 1973, ISBN 3-534-03381-7.